# Piskiwka
Piskiwka (ukrainisch Пісківка; russisch Песковка Peskowka) ist eine Siedlung städtischen Typs im Westen der ukrainischen Oblast Kiew mit etwa 7000 Einwohnern (2018).

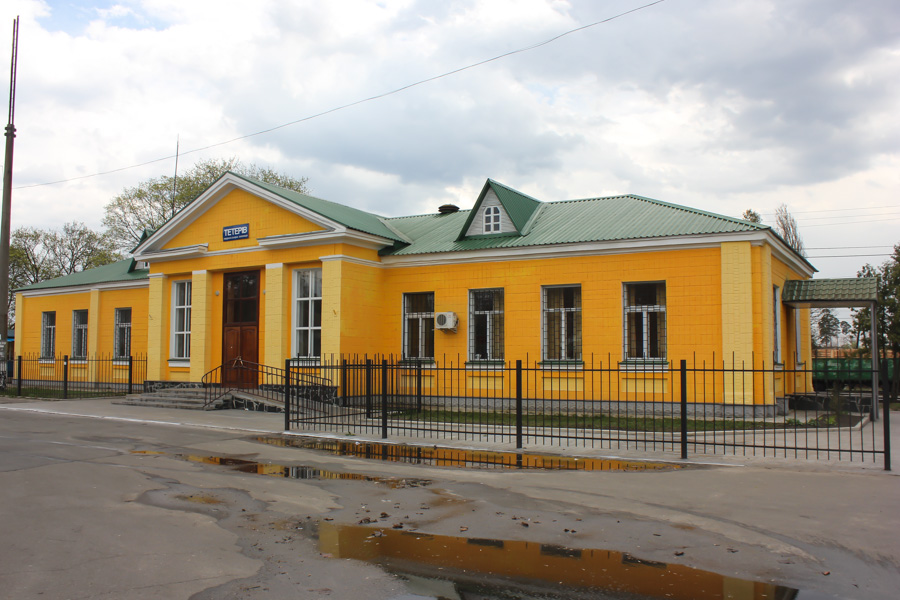
Bahnhof im Ort

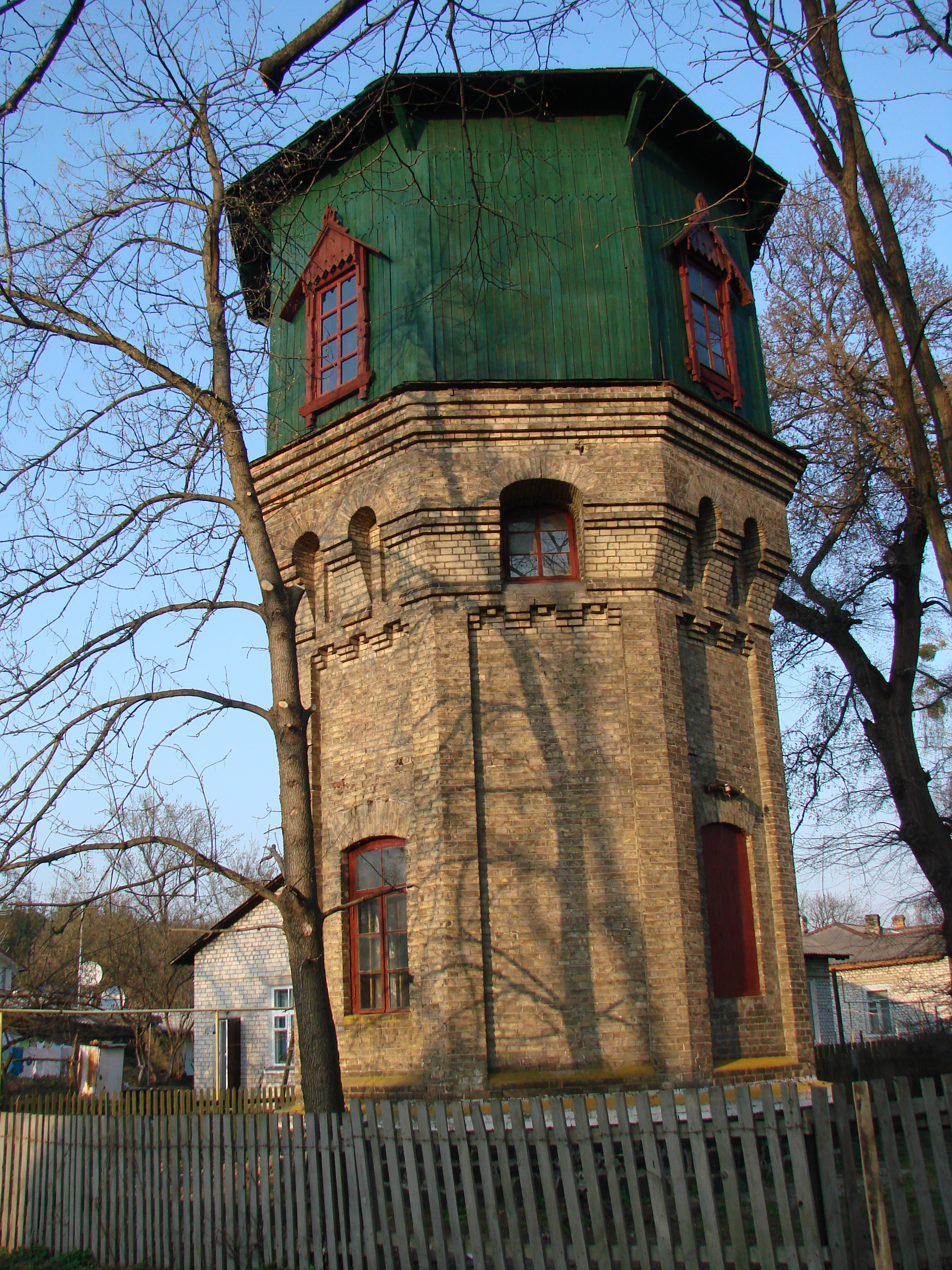
Wasserturm vom Anfang des 20. Jahrhunderts in Piskiwka

Piskiwka ist seit 1938 eine Siedlung städtischen Typs und liegt im Rajon Butscha an der Grenze zur Oblast Schytomyr. Unweit nördlich der Ortschaft verläuft die Fernstraße M 07, über Borodjanka nach 35 km in östliche Richtung zu erreichen ist. Piskiwka besitzt einen Bahnhof an der Bahnstrecke Kowel–Kiew. Durch die Siedlung fließt die 18 km lange Piskiwka, die hier in den Teteriw mündet.

## Verwaltungsgliederung
Am 19. Januar 2016 wurde die Siedlung zum Zentrum der neugegründeten Siedlungsgemeinde Piskiwka (Пісківська селищна громада/Piskiwska selyschtschna hromada). Zu dieser zählen auch die 2 in der untenstehenden Tabelle aufgelisteten Dörfer, bis dahin bildete sie zusammen mit dem Dorf Raska die gleichnamige Siedlungsratsgemeinde Piskiwka (Пісківська селищна рада/Piskiwska selyschtschna rada) im Nordwesten des Rajons Borodjanka.
Am 17. Juli 2020 kam es im Zuge einer großen Rajonsreform zum Anschluss des Rajonsgebietes an den Rajon Butscha.
Folgende Orte sind neben dem Hauptort Piskiwka Teil der Gemeinde:
| Name                     | Name       | Name              |
| ukrainisch transkribiert | ukrainisch | russisch          |
| ------------------------ | ---------- | ----------------- |
| Myhalky                  | Мигалки    | Мигалки (Migalki) |
| Raska                    | Раска      | Раска             |